# J. T. Walsh
James Thomas Patrick Walsh (San Francisco, 1943. szeptember 28. –‎ La Mesa, 1998. február 27.) amerikai színész.

## Élete és pályafutása
Walsh San Franciscóban született, három testvére volt: Christopher, Patricia és Mary. 
1948 és 1962 között Walsh családja Nyugat-Németországban élt, mielőtt visszaköltöztek az Egyesült Államokba. Walsh 1955 és 1961 között a Clongowes Wood College-ban (Írországban található jezsuita iskola), majd a Tübingeni Egyetemen (Walsh folyékonyan beszélte a német nyelvet), és a Rhode Island-i Egyetemen végezte tanulmányait, az utóbbiban számos főiskolai színházi produkcióban szerepelt. 1974-ben egy színházi rendező felfedezte, és szerepet kapott a Broadway show-ban. Walsh nem szerepelt filmekben, csak színdarabokban, egészen 1982-ig, amikor kisebb szerepet játszott egy tévéfilmben, majd A szökés – Eddie Macon futása című mozifilmben. 
Az elkövetkező tizenöt évben több mint ötven játékfilmben és számos televíziós sorozatban kapott szerepet. Többnyire negatív karakterek bőrébe bújt, mint például Dickerson törzsőrmester a Jó reggelt, Vietnam! című drámában vagy Brodeur gonosz börtönőre az X-akták The List című 1995-ös epizódjában. Walsht zavarta, hogy mindig a rosszfiú szerepét osztják rá, ezért igyekezett pozitív karakterek szerepeit is megkapni (Vírus). Az utolsó főszerepe A félelem országútján című thrillerben volt, amelyben emberrabló gyilkos kamionsofőrt alakított.

## Halála
Walsh szívrohamot kapott és a Kaliforniában található, La Mesa-i Grossmont Kórházba szállították, ahol 1998. február 27-én, 54 éves korában elhunyt. Utolsó három filmjében (Nincs alku, Pleasantville, Titkos névsor) a stáblistán emlékeztek Walsh-ra. Jack Nicholson, miután átvette a Lesz ez még így se! című filmben nyújtott alakításáért az Oscar-díjat, beszédében kitért a nem rég elhunyt Walsh-ra is és a díjat az emlékének ajánlotta. Nicholson és Walsh az Egy becsületbeli ügy és a Hoffa című filmekben játszottak együtt.

## Filmográfia

### Film
| Év   | Magyar cím                                             | Eredeti cím              | Szerep                            | Magyar hang            |
| ---- | ------------------------------------------------------ | ------------------------ | --------------------------------- | ---------------------- |
| 1983 | A szökés – Eddie Macon futása                          | Eddie Macon's Run        | férfi a bárban                    |                        |
| 1984 |                                                        | The Beniker Gang         | Stoddard igazgató                 |                        |
| 1985 |                                                        | Hard Choices             | Anderson rendőr                   |                        |
| 1986 | Hannah és nővérei                                      | Hannah and Her Sisters   | Ed Smythe                         | Kovács István          |
| 1986 | Hatalom                                                | Power                    | Jerome Cade                       |                        |
| 1987 | Bádogemberek                                           | Tin Men                  | Wing                              |                        |
| 1987 | Játékos végzet                                         | House of Games           | üzletember                        | Koroknay Géza          |
| 1987 | Játékos végzet                                         | House of Games           | üzletember                        | Kőszegi Ákos           |
| 1987 | Jó reggelt, Vietnam!                                   | Good Morning, Vietnam    | Dickerson törzsőrmester           | Mihályi Győző          |
| 1988 | Egyszer fenn, egyszer lenn                             | Things Change            | hotelmenedzser                    |                        |
| 1988 | Az utolsó csepp                                        | Tequila Sunrise          | Hal Maguire DEA-ügynök            | Perlaki István         |
| 1988 | Az utolsó csepp                                        | Tequila Sunrise          | Hal Maguire DEA-ügynök            | Orosz István           |
| 1989 | A nagy film                                            | The Big Picture          | Allen Habel                       |                        |
| 1989 |                                                        | Wired                    | Bob Woodward                      |                        |
| 1989 | Drága papa                                             | Dad                      | Dr. Santana                       | Szokolay Ottó          |
| 1990 | Bizánci tűz                                            | Why Me?                  | Francis Mahoney                   | Bezerédi Zoltán        |
| 1990 | Bizánci tűz                                            | Why Me?                  | Francis Mahoney                   | Mihályi Győző          |
| 1990 | Bizánci tűz                                            | Why Me?                  | Francis Mahoney                   | Harmath Imre           |
| 1990 | Lököttek                                               | Crazy People             | Mr. Drucker                       | Vass Gábor             |
| 1990 | Svindlerek                                             | The Grifters             | Cole                              | Mikula Sándor          |
| 1990 | Hajszál híján                                          | Narrow Margin            | Michael Tarlow                    | Konrád Antal           |
| 1990 | Tortúra                                                | Misery                   | Sherman Douglas járőr             | Sinkovits-Vitay András |
| 1990 | Tortúra                                                | Misery                   | Sherman Douglas járőr             | Tarján Péter           |
| 1990 | Oroszország-ház                                        | The Russia House         | Jackson Quinn ezredes             | Sztarenki Pál          |
| 1991 | Acéllabirintus                                         | Iron Maze                | Jack Ruhle                        |                        |
| 1991 | Lánglovagok                                            | Backdraft                | Marty Swayzak városi főtanácsos   | Uri István             |
| 1991 | A jog hálójában                                        | Defenseless              | Steven Seldes                     | Tóth Tamás             |
| 1991 | Korpa között                                           | True Identity            | Houston ügynök                    |                        |
| 1992 | Egy becsületbeli ügy                                   | Matthew Andrew Markinson | Matthew Markinson alezredes       | Ujréti László          |
| 1992 | Hoffa                                                  | Hoffa                    | Frank Fitzsimmons                 | Uri István             |
| 1992 |                                                        | The Prom                 | Grover Dean                       |                        |
| 1993 | Lopakodók                                              | Sniper                   | Chester Van Damme                 | Rosta Sándor           |
| 1993 | Haláli fegyver                                         | Loaded Weapon 1          | portás                            | Perlaki István         |
| 1993 | Red Rock West – Amikor egy bérgyilkos is több a soknál | Red Rock West            | Kevin McCord / Wayne Brown seriff | Ujréti László          |
| 1993 | Hasznos holmik                                         | Needful Things           | Danforth "Buster" Keeton III      | Forgács Gábor          |
| 1993 | A szerelem börtönében                                  | Morning Glory            | Reese Goodloe seriff              |                        |
| 1994 | Végső csábítás                                         | The Last Seduction       | Frank Griffith                    | Rosta Sándor           |
| 1994 | Csont nélkül                                           | Blue Chips               | Happy Kuykendall                  | Barbinek Péter         |
| 1994 | Az ügyfél                                              | The Client               | Jason McThune körzeti ügyész      | Konrád Antal           |
| 1994 | A csend fogságában                                     | Silent Fall              | Mitch Rivers seriff               | Papp János             |
| 1994 | Csoda New Yorkban                                      | Miracle on 34th Street   | Ed Collins                        | Konrád Antal           |
| 1995 | Vírus                                                  | Outbreak                 | Kabinetfőnök                      | Várkonyi András        |
| 1995 |                                                        | The Low Life             | Mike Sr.                          |                        |
| 1995 | A babysitter                                           | The Babysitter           | Harry Tucker                      | Papp János             |
| 1995 |                                                        | Black Day Blue Night     | John Quinn hadnagy                |                        |
| 1995 | Nixon                                                  | Nixon                    | John Ehrlichman                   | Konrád Antal           |
| 1995 | Charlie szellem története                              | Charlie's Ghost Story    | Darryl                            |                        |
| 1995 | A terror hálójában                                     | Sacred Cargo             | Stanislav atya                    | Cs. Németh Lajos       |
| 1996 | Tűzparancs                                             | Executive Decision       | Jason Mavros szenátor             | Buss Gyula             |
| 1996 | Olyan, mint a halál                                    | The Little Death         | Ted Hannon                        |                        |
| 1996 | Pengeélen                                              | Sling Blade              | Charles Bushman                   | Orosz István           |
| 1996 | Bűnösök és áldozatok                                   | Persons Unknown          | Cake                              | Konrád Antal           |
| 1997 | A félelem országútján                                  | Breakdown                | Warren "Red" Barr                 | Hollósi Frigyes        |
| 1998 | Nincs alku                                             | The Negotiator           | Terence Niebaum felügyelő         | Hollósi Frigyes        |
| 1998 | Nincs alku                                             | The Negotiator           | Terence Niebaum felügyelő         | Koroknay Géza          |
| 1998 | Pleasantville                                          | Pleasantville            | Big Bob                           | Konrád Antal           |
| 1998 | Titkos névsor                                          | Hidden Agenda            | Jonathan Zanuck                   |                        |

### Televízió
| Év        | Magyar cím                                        | Eredeti cím                                  | Szerep                    | Megjegyzések                                         |
| --------- | ------------------------------------------------- | -------------------------------------------- | ------------------------- | ---------------------------------------------------- |
| 1984      |                                                   | The Edge of Night                            | Ken Bloom                 | 9 epizód                                             |
| 1985      |                                                   | All My Children                              | Jay Garland               | 1 epizód                                             |
| 1987      |                                                   | Spenser: For Hire                            | Andrew Lawford            | 1 epizód                                             |
| 1987      |                                                   | The Ellen Burstyn Show                       | Dan Hodges                | 1 epizód                                             |
| 1987      |                                                   | The Equalizer                                | Andrew Banks/Sam Griffith | 2 epizód                                             |
| 1988      |                                                   | Windmills of the Gods                        | Bill McKinney ezredes     | minisorozat                                          |
| 1989      |                                                   | L.A. Law                                     | Pete Bostik               | 1 epizód                                             |
| 1992      |                                                   | In the Shadow of a Killer                    | Leo Kemeny felügyelő      | tévéfilm                                             |
| 1993      |                                                   | The American Clock                           | Judge Bradley             | tévéfilm                                             |
| 1994      |                                                   | Birdland                                     | Potter                    | egy epizód                                           |
| 1994      | Lois és Clark: Superman legújabb kalandjai        | Lois & Clark: The New Adventures of Superman | Charles Fane ezredes      | 1 epizód                                             |
| 1994      |                                                   | Starstruck                                   | Greer                     | tévéfilm                                             |
| 1995      | X-akták                                           | The X Files                                  | Brodeur börtönigazgató    | - 1 epizód (A lista) - magyar hangja: - Konrád Antal |
| 1996      | Az évszázad bűnesete (A Lindbergh bébi elrablása) | Crime of the Century                         | Norman Schwarzkopf Sr.    | - tévéfilm - magyar hangja: - Tolnai Miklós          |
| 1996      |                                                   | Gang in Blue                                 | William Eyler hadnagy     | tévéfilm                                             |
| 1996–1997 |                                                   | Dark Skies                                   | Frank Bach                | 19 epizód                                            |
| 1997      |                                                   | Hope                                         | Ray Percy                 | tévéfilm                                             |
| 1997      | C-16: Szuperügynökök                              | C-16: FBI                                    | Jules Rozack              | 1 epizód                                             |

## Fordítás
- Ez a szócikk részben vagy egészben  a   J. T. Walsh című angol Wikipédia-szócikk ezen változatának fordításán alapul.  Az eredeti cikk szerkesztőit annak laptörténete sorolja fel. Ez a jelzés csupán a megfogalmazás eredetét és a szerzői jogokat jelzi, nem szolgál a cikkben szereplő információk forrásmegjelöléseként.